# Хенри Вајз
Хенри Вајз (енгл. Henry Wise; Комонвелт Енглеска, 4. септембар 1653 — 15. децембар 1738) био је енглески вртлар, дизајнер, и расадничар. Учио је од Џорџа Лондона радећи у расаднику Бромптон, који је био на месту данашњег Ројал Алберт Хола и Музеја у Саут Кенсингтону, Лондон. Касније је радио на партеру врта у Хамптон Корту, болници Челси, Лонглиту, Чатсворту, Мелбурн Холу, Вимпул Холу и палати Хјуард, инспиришући се гравирама савремених вртова Француске и Холандије.
У Хамптон Корту за Вилијама III Лондон и Вајз су изградили од 1689. до 1695. лавиринт са око 800 m стаза и површином од 13.5 ара. Претпоставља се да је заменио старији, грабов који је подигнут за кардинала Вулсија у доба Хенрија VIII.
Вајз и Лондон преводе на енглески два позната француска текста о вртларству. Резултат тог рада објављен је под називом „Пензионисани вртлар, у два тома: цео приказ, са неколико измена и допуна, који су прилагођени нашој енглеској култури“ Књига је штампана у Лондону 1706, а доживела је неколико издања, захваљујући својој популарности. Овај, као и други радови Лондона и Вајза инспиришу касније Бриџмена и архитекту Вамбруа да вртове Стоуа од 1711. до 1735, конципирају у енглеском барокном стилу.
Хенри Вајз и Бриџмен уређују Кенсингтон Гарденс у модерном духу за оно време, укључујући Овално језеро (Round Pond), праволинијске алеје и утонули „холандски“ врт.
Краљица Ана од Велике Британије и краљ Џорџ I поставили су га на место Краљевског вртлара. Иако је расадник Бромптон променио власника, Вајз је задржао кућу, Бромптон Парк. По његовој жељи из 1734. године, његови наследници су преместили све слике преостале у Бромптону у његову кући у Ворику. 
Захваљујући својим радовима на вртовима Вајз је постао богат и купио је племићко имање Приори у Варвикшајру (The Priory, Warwickshire). Купио је имање и палату и тамо се повукао као провинцијски племић 1727. године. Хенри Вајз умро је 15. децембра 1738. године, са имовином која је вредела око 200.000 £ што је далеко више од имовине многих његових клијената. 
Писац и вртни дизајнер Стефан Швицер (Stephen Switzer) радио је са Лондоном и Вајзом.

## Даља литература
- Green, David B. Gardener to Queen Anne: Henry Wise and the Formal Garden. Oxford University Press. 1956.
- Harvey, John (1974). Early Nurserymen..
- Willson, E.J. West London Nursery Gardens (Fulham and Hammersmith Historical Society) 1982.